# Henry Brémond
Pour les articles homonymes, voir Brémond.
Ne doit pas être confondu avec Henri Bremond.
Henry Brémond, né le 8 mai 1875 à Pourcieux où il est mort le 14 septembre 1944, est un peintre français.

## Biographie
Henri Marie Auguste Brémond est le fils de Louis Auguste Brémond, commerçant, et de Marie Suzanne Joséphine Brémond.
Élève de Jean-Léon Gérôme, de Henri Pinta et d'Émile Jourdan, il expose au Salon à partir de 1894 où il obtient une médaille de 3e classe en 1902 et une deuxième médaille en 1903.
En 1911, il épouse Marie Louise Mancotel à La Garenne-Colombes.
Il meurt à Pourcieux à l'âge de 69 ans.